# Bryum ramosum
Bryum ramosum är en bladmossart som beskrevs av Mitten 1859. Bryum ramosum ingår i släktet bryummossor, och familjen Bryaceae. Inga underarter finns listade i Catalogue of Life.